# Roderi Tarba
Roderi Tarba, ros. Родери Тарба (ur. w 1964, Gruzińska SRR, ZSRR) – rosyjski piłkarz pochodzenia abchaskiego grający na pozycji obrońcy.

## Kariera piłkarska

### Kariera klubowa
Przez dłuższy czas grał w drużynach amatorskich. Dopiero w 1989 roku rozpoczął zawodową karierę piłkarską w Dinamo Suchumi. Po rozpoczęciu wojny w Abchazji od 1992 roku nie grał w żadnym zespole. W 1996 zakończył karierę piłkarską w klubie Tiekstilszczik Barysz.

## Sukcesy i odznaczenia

### Sukcesy klubowe
- mistrz Drugiej Ligi ZSRR: 1989